# فيلهلم الأصغر (دوق براونشفايغ-لونيبورغ)
فيلهلم (4 يوليو 1535 - 20 أغسطس 1592)؛ الملقب فيلهلم الأصغر (بالألمانية: Wilhelm der Jüngere)؛ كان دوق براونشفايغ لونيبورغ باعتباره أمير لونيبورغ منذ عام 1559 حتى وفاته، وحتى عام 1569 حكم بالمناصفة مع أخيه الأكبر هاينريش فون داننبرغ.
يعتبر فيلهلم الابن الثالث لوالديها إرنست الأول، دوق براونشفايغ-لونيبورغ وصوفي من مكلنبورغ-شفيرين، وفي 12 أكتوبر 1561 تزوج من دوروثيا الدنماركية (29 يونيو 1546 - 6 يناير 1617)؛ ابنة كريستيان الثالث ملك الدنمارك والنرويج ودوروثيا من ساكسونيا-لاونبورغ.
ومنذ عام 1582، بدأ فيلهلم يعاني من نوبات الجنون، بحيث تسببت هذه النوبات في فرار زوجته منه عام 1584 حفاظًا على سلامتها.
بعد وفاة فيلهلم، أصبحت زوجته وصية على ابنهما القاصر غيورغ، وافق أبناؤه على عدم إجراء أي تقسيم آخر لميراث أسرة لونيبورغ الجديد بل حكم الإمارة من تسيله دون تقسيمها، وكان من المفترض أيضًا أن تقرر القرعة أي من الأبناء يُسمح له بالزواج حسب وضعه، سقطت هذه القرعة على عاتق ابنه غيورغ، فسمح لأبنائه أن يخلفوه هو وإخوته، ومع ذلك، فإن هذا الحل لم يستمر إلا حتى تقسيم الميراث في عام 1635.

## الأبناء

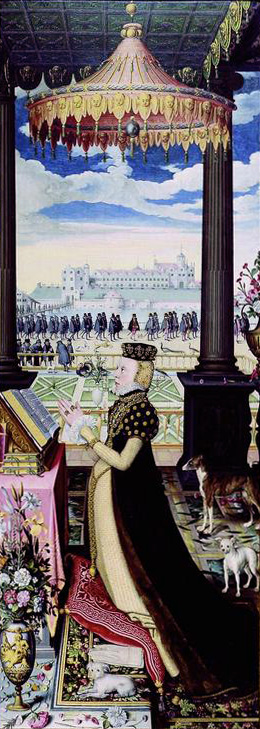
زوجته دوروثيا الدنماركية.

- صوفي (30 أكتوبر 1563 - 1639)؛ تزوجت من غيورغ فريدرش مرغريف براندنبورغ-أنسباخ، ليس لديهم ذرية.
- إرنست الثاني دوق براونشفايغ-لونيبورغ (31 ديسمبر 1564 - 2 مارس 1611)؛ أمير لونيبورغ منذ 1592، غير متزوج.
- إليزابيث (19 أكتوبر 1565 - 17 يوليو 1621)؛ تزوجت من فريدرش كونت هوهنلوه-لانغنبورغ، ليس لديهم ذرية .
- كريستيان دوق براونشفايغ-لونيبورغ (19 نوفمبر 1566 - 8 نوفمبر 1633)؛ أمير لونيبورغ منذ 1611، غير متزوج.
- أوغست الأكبر دوق براونشفايغ-لونيبورغ (18 نوفمبر 1568 - 1 أكتوبر 1636)؛ أمير لونيبورغ منذ 1633، له ذرية غير شرعية.
- دوروثيا (1 يناير 1570 - 15 أغسطس 1649)؛ تزوجت من كارل الأول كونت بالاتينات-تسفايبروكن-بيركينفيلد، لهم ذرية.
- كلارا (16 يناير 1571 - 18 يوليو 1658)؛ تزوجت من فيلهلم كونت شفارتسبورغ-فرانكنهاوزن، ليس لديهم ذرية.
- آن أورسولا (22 مارس 1572 - 5 فبراير 1601)
- مارغريت (6 أبريل 1573 - 7 أغسطس 1643)؛ تزوجت من يوهان كازيمير دوق ساكس كوبورغ، ليس لديهم ذرية.
- فريدرش الرابع دوق براونشفايغ-لونيبورغ (28 أغسطس 1574 - 10 ديسمبر 1648)؛ أمير لونيبورغ منذ 1636، غير متزوج.
- ماري (21 أكتوبر 1575 - 8 أغسطس 1610).
- ماغنوس (30 أغسطس 1577 – 10 فبراير 1632).
- غيورغ (17 فبراير 1582 - 12 أبريل 1641)؛ أمير كالينبرغ منذ 1635، تزوج من آن إليونور من هسن-دارمشتات، لهم ذرية، فهما جدا جورج الأول ملك بريطانيا العظمى.
- يوهان (23 يونيو 1583 – 27 نوفمبر 1628)
- سيبيله (3 يونيو 1584 - 5 أغسطس 1652)؛ تزوجت من ابن عمها يوليوس إرنست أمير داننبرغ، لهم أبناء توفوا صغار.

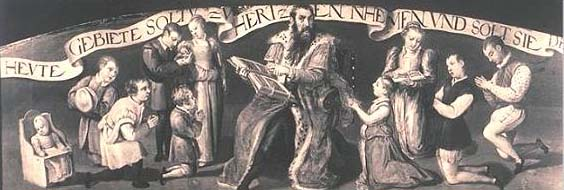
فيلهلم مع أبنائه.